# Dasineura bupleuri
Dasineura bupleuri är en tvåvingeart som först beskrevs av Wachtl 1883.  Dasineura bupleuri ingår i släktet Dasineura och familjen gallmyggor. Inga underarter finns listade i Catalogue of Life.